# باول كان (كاتب)
باول كان (بالإنجليزية: Paul Kane)‏ هو مستكشف ورسام وكاتب كندي، ولد في 3 سبتمبر 1810 في مالو ‏ في جمهورية أيرلندا، وتوفي في 20 فبراير 1871 في تورونتو في كندا.

## وصلات خارجية
- باول كان على موقع الموسوعة البريطانية (الإنجليزية)